# Алещева, Екатерина Васильевна
Екатери́на Васи́льевна Алещева (24 октября 1913, Московская область — 12 декабря 1981) — доярка колхоза имени Маленкова Каширского района Московской области.

## Биография
Родилась 24 октября 1913 года в деревне Колмна Каширского района Московской области. Русская. Окончила четыре класса сельской школы. Работать начала с малых лет и в поле, и по дому.
С 1932 по 1941 год работала на ткацкой фабрике городе Озеры той же области. С началом Великой Отечественной войны вернулась в село. С 1941 по 1946 год руководила бригадой полеводов в колхозе «Красная Роза» в родной деревне Колмна.
В 1946 году перешла работать в животноводство. Долгое время работала дояркой в колхозе имени Маленкова, позднее — имени XX съезда КПСС, образованном в 1950-е годы после объединения мелких хозяйств. Добивалась самых высоких надоев молока в районе: ежегодно надаивала от своей группы в 20 коров на скотном дворе в деревне Маслово свыше 5000 кг молока от каждой коровы. Это были самые высокие надои молока в Каширском районе. Слава о ней гремела по всему Подмосковью. Неоднократно была участницей ВДНХ.
Указом Президиума Верховного Совета СССР от 30 января 1957 года за выдающиеся успехи, достигнутые в производстве продуктов животноводства, и увеличение сдачи государству сельскохозяйственной продукции Алещевой Екатерине Васильевне присвоено звание Героя Социалистического труда с вручением ордена Ленин и золотой медали «Серп и Молот».
В 1960 году колхозы Топкановского сельского совета присоединились к совхозу «Острога», который был преобразован в Богатищевскую птицефабрику, а вскоре, часть земли была передана вновь созданному совхозу «Растовцы», который вошел в состав треста «Скототкорм». С созданием совхоза хозяйство приняло новое направление — откорм скота. Екатерина Алещева взяла группу телят и стала их выращивать. Вскоре о ней заговорили как о мастере высоких привесов молодняка. Своим опытом она щедро делилась с животноводами района, воспитала десятки молодых доярок и телятниц.
Неоднократно избиралась депутатом сельского, районного и областного Советов, членом городского комитета партии.
Жила в деревне Колмна. Скончалась 12 декабря 1981 года.
Награждена орденом Ленина, медалями, также Большой золотой (14.02.1957) и малой серебряной (12.03.1960) медалями ВДНХ. Почётный гражданин Каширского района.
В деревне Колмна на доме, где жила Алещева, установлена мемориальная доска.